# 江崎大輔
江崎 大輔（えさき だいすけ）は、高校野球の監督および商業の教員。岐阜県岐阜市出身。

## 経歴
自身は岐阜三田高校（岐阜県立岐阜城北高等学校）で内野手としてプレーし、2年生からベンチ入りし、甲子園出場も決めている。
高校卒業後は名古屋経済大学に進学し、学生監督も務めた。
その後、岐阜県で初めて商業の採用試験に現役合格を果たし、教員となる。
令和二年度まで岐阜県立岐阜各務野高等学校で監督および商業の教員をしており、監督になって8年たらずで甲子園出場圏内まで登りつめた。
令和三年度からは関市立関商工高等学校への異動している。